# بنیاد خرد و دانش ریچارد داوکینز
بنیاد خرد و دانش ریچارد داوکینز (به انگلیسی: Richard Dawkins Foundation for Reason and Science or RDFRS or RDF) موسسه‌ای غیرانتفاعی است که ریچارد داوکینز، زیست‌شناس بی‌خدای بریتانیایی در سال ۲۰۰۶ بنیان نهاده‌است.
از جمله اقداماتی که این بنیاد کارش را با آن‌ها شروع کرد، این بود که حق پخش مستندهای داوکینز را به دست آورده و آن‌ها را به‌طور رایگان در وبگاه خود قرارداد. زمینه فعالیت بنیاد مذکور عموماً شامل پشتیبانی مالی از پژوهش‌های علمی و نیز فعالیت‌های بی خدایانه می‌گردد.

## پیون به بیرون
- Richard Dawkins Foundation for Reason and Science – Official website